# Słopanowo-Huby
Słopanowo-Huby – część wsi Słopanowo w Polsce, położona w województwie wielkopolskim, w powiecie szamotulskim, w gminie Obrzycko. Wchodzi w skład sołectwa Słopanowo.